# Route nationale 22 (Madagaskar)
Route nationale 22 (RN 22) is een nationale weg in Madagaskar van 52,9 kilometer. De weg loopt van Fenoarivo Atsinanana naar Anjahambe. De weg is gelegen in de regio Analanjirofo. De weg is grotendeels verhard.